# Hans Marti
 (octobre 2024).
Si vous disposez d'ouvrages ou d'articles de référence ou si vous connaissez des sites web de qualité traitant du thème abordé ici, merci de compléter l'article en donnant les références utiles à sa vérifiabilité et en les liant à la section « Notes et références ».
Hans Marti (Berlin, 11 juillet 1913 – Zurich, 20 décembre 1993) est un architecte et un urbaniste Suisse.

## Biographie
Né en 1913 à Berlin, Hans Marti grandit à Rio de Janeiro, au Brésil.
Il s'engage dès 1943 dans les questions de l'aménagement et de l'urbanisme suisse. Il est rédacteur pour la Schweizerische Bauzeitung/Revue Polytéchnique pendant 12 ans, est conseiller sur l'aménagement d'une centaine de communes, et l'auteur d’une douzaine de plans de développement régionaux, délégué de la ville de Zurich pour le développement de la ville de 1962 à 1967.
Marti est membre de la commission « Hürlimann » pour les routes nationales, ainsi que de plusieurs comités des associations ASPAN, SIA, FRU et autres.

## Réalisations et projets (extrait)

### Urbanisme
- Zofingue : méthode mixte
- Coire : études sur diverses méthodes
- Lotissement Telli, Aarau

### Planification régionale et Aménagement du pays
- Règlement de construction ville d'Aarau
- Planification régionale Baden
- Planification régionale Birrfeld
- Planification de quartier Hottingue (Zurich): modèle pour d'autres planifications de quartier

### Sauvegarde du patrimoine
- Enquêtes vieille ville de Zurich
- Aménagement du centre de Muttenz (prix Wakker 1983)
- Rocade Morat
- Rocades Faido et Bellinzone (commission Hürlimann)